# Kitschkass-Brücke
Die Kitschkass-Brücke (russisch Кичкасский мост, im Deutschen Reich um 1900 als Brücke bei Kitschkaß bezeichnet) war eine Eisenbahn- und Straßenbrücke über den Dnepr bei Alexandrowsk im Russischen Kaiserreich (heute Saporischschja in der Ukraine).

## Lage, Name
Die Brücke stand über einem tiefen Tal des an dieser Stelle nur 160 m breiten Dnepr, der dort über die Wolfsrachen genannten Stromschnellen floss – lange bevor sie durch den Saporischschja-Stausee überflutet wurden. An seinem westlichen Flussufer lag das Dorf Einlage der Kolonie Chortitza, die russlandmennonitische Siedler aus dem Weichseldelta gegründet hatten. Als Westpreußen 1772 im Zuge der polnischen Teilungen zum Königreich Preußen kam und danach die dort ansässigen Mennoniten ursprünglich niederländischer Herkunft infolge neuer Gesetze verarmten, folgten einige dem 1763 von Katharina II. erlassenen Manifest zur  Einladung deutscher Bauern in ein Gebiet, das erst kurz zuvor nach dem Russisch-Österreichischen Türkenkrieg 1739 an Russland gelangt war. Am anderen, östlichen Ufer lag etwas weiter südlich das unter Katharina II. gegründete Alexandrowsk, das sich Ende des 19. Jahrhunderts zu einem Kreisstädtchen entwickelt hatte, das am Ende der Eisenbahnstrecke von Mariupol lag.
Das Dorf Einlage wurde russisch als Кичкас bezeichnet, was in der deutschsprachigen Literatur mit Kitchkass, Kitschkaß, Kitschkass, Kitschkas oder Kichgass transkribiert wurde.

## Beschreibung
Die Kitschkass-Brücke war eine 336 m lange Doppelstockbrücke, auf der oben zwei von der Katharinenbahn benutzte Breitspurgleise verlegt waren. Darunter befand sich der Fahrbahnträger für den Straßenverkehr sowie beidseits die außen montierten Gehwege. An ihren beiden Enden befanden sich kleine Fischbauchträger als Übergang zu der großen stählernen Fachwerk-Auslegerbrücke.
Ihre Konstruktion war von der Forth Bridge in Schottland beeinflusst: Die beiden Ausleger standen jeweils mit vier Stützen im Abstand von 19 m auf dem felsigen Ufer. Sie waren im Fels der Uferhänge verankert und kragten 76 m weit über den Fluss aus. Die verbleibende Öffnung wurde von einem 38 m langen Einhängeträger geschlossen. Die Stützweite von  190 m war die größte aller russischen Brücken. Die ganze Brücke hatte folgende Achsabstände: 16,87 + 38 + 19 + 76 + 38 + 76 + 19 + 38 + 16,87 m. Die Gleise lagen 46 m über dem Fluss.

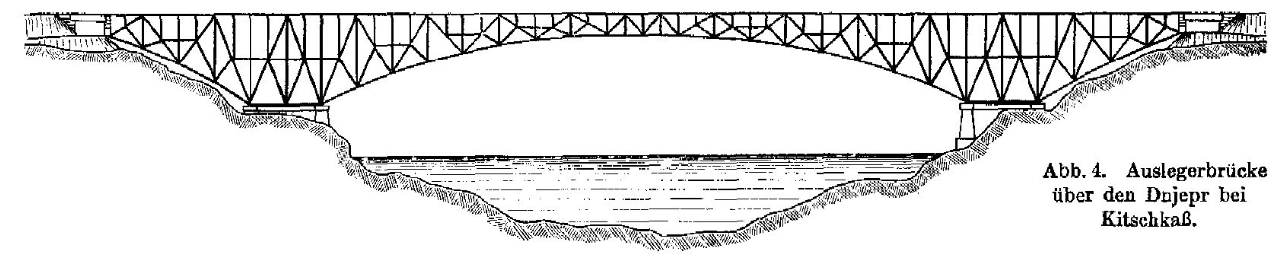
„Auslegerbrücke über den Dnjepr bei Kitchkaß“ im Zentralblatt der Bauverwaltung

## Geschichte
In der Nähe gab es seit Jahrhunderten eine Flussquerung, an der im 19. Jahrhundert zunächst eine Seilfähre, später eine Kabelfähre eingerichtet wurde. Die Fähren konnten bald den Verkehr zwischen den sich rasch entwickelnden Gebiet Krywbas (früher auf Russisch Kriwoi Rog nach der gleichnamigen Stadt benannt) mit seinen Eisenerzlagerstätten und dem Donezbecken (Donbas) mit seinen Kohlegruben nicht mehr bewältigen.
Der Bau der Brücke soll 1900 begonnen haben. 1902 sei sie bereits für Fußgänger benutzbar gewesen und 1904 eröffnet worden, wobei der Eisenbahnverkehr 1908 begonnen habe. Nach anderen Angaben wurde der Bauauftrag 1906 erteilt, die Brücke zwischen 1907 und 1908 nach dem von Lawr Proskurjakow abschließend variierten Projekt montiert und 1908 eröffnet. Sie wurde jedenfalls 1908 endgültig dem Verkehr übergeben.
Im Russischen Bürgerkrieg fanden in den Jahren 1918 bis 1920 wiederholt Kämpfe an der und um die Brücke statt, wobei sie dreimal gesprengt und wieder instand gesetzt wurde. Bewohner von Einlage berichteten, dass 1920 bei einem Rückzug der Roten Armee eines Nachts ein Zug mit verletzten Soldaten und Kriegsgefangenen von der Lokomotive am Ende des Zuges über die zerstörte Brücke geschoben worden sei, worauf die Wagen in den Fluss fielen. Die Lokomotive habe rechtzeitig angehalten und sei in der Nacht verschwunden. Die Rote Armee errichtete dann eine Pontonbrücke, bis die Brücke wieder instand gesetzt wurde.
1926 erreichte die Bewohner von Einlage das erste Gerücht, dass bei ihnen ein Staudamm gebaut werden solle, um nach dem von Lenin initiierten GOELRO-Plan zur Elektrifizierung des Landes einen Teil der Ukraine mit Strom zu versorgen. 1927 erhielten sie den Erlass, in ein höher gelegenes, neues Dorf umzusiedeln oder die Abfindung zu nehmen und zu gehen. Darauf wanderten sechs Familien nach Kanada aus. In diesem Jahr begannen die Arbeiten am neuen Dnepr-Staudamm. Als die Fluten des neuen Stausees zu steigen begannen und 1931 die Streletzky-Brücken unterhalb der Staumauer eröffnet waren, wurde die im Stausee stehende Kitschkass-Brücke abgebaut.
Heute erinnert nur noch ein aus dem Wasser ragender Mauerwerksstumpf an sie. 2016 fanden private Taucher aus Kiew Reste von Waggons und Brückentrümmer im Stausee.